# Gubbelstraat
De Gubbelstraat is een straat in het centrum van Maastricht. De winkelstraat ligt aan de rand van het voetgangersgebied in de buurt Boschstraatkwartier, tussen de Markt en de Maas.

## Geschiedenis
De herkomst van de naam Gubbelstraat (Latijn: vicus Gobben) is niet helemaal duidelijk. Waarschijnlijk is de straat genoemd naar een persoon met de naam Gobben of Gobbelinus, die omstreeks 1300 hier bezittingen had. In de Franse tijd werd de naam van de straat verkeerd vertaald als rue des Gobileurs ('uitroepersstraat'). De straat lag nog net binnen de eerste middeleeuwse ommuring, tegen de noordelijke stadsmuur aan.

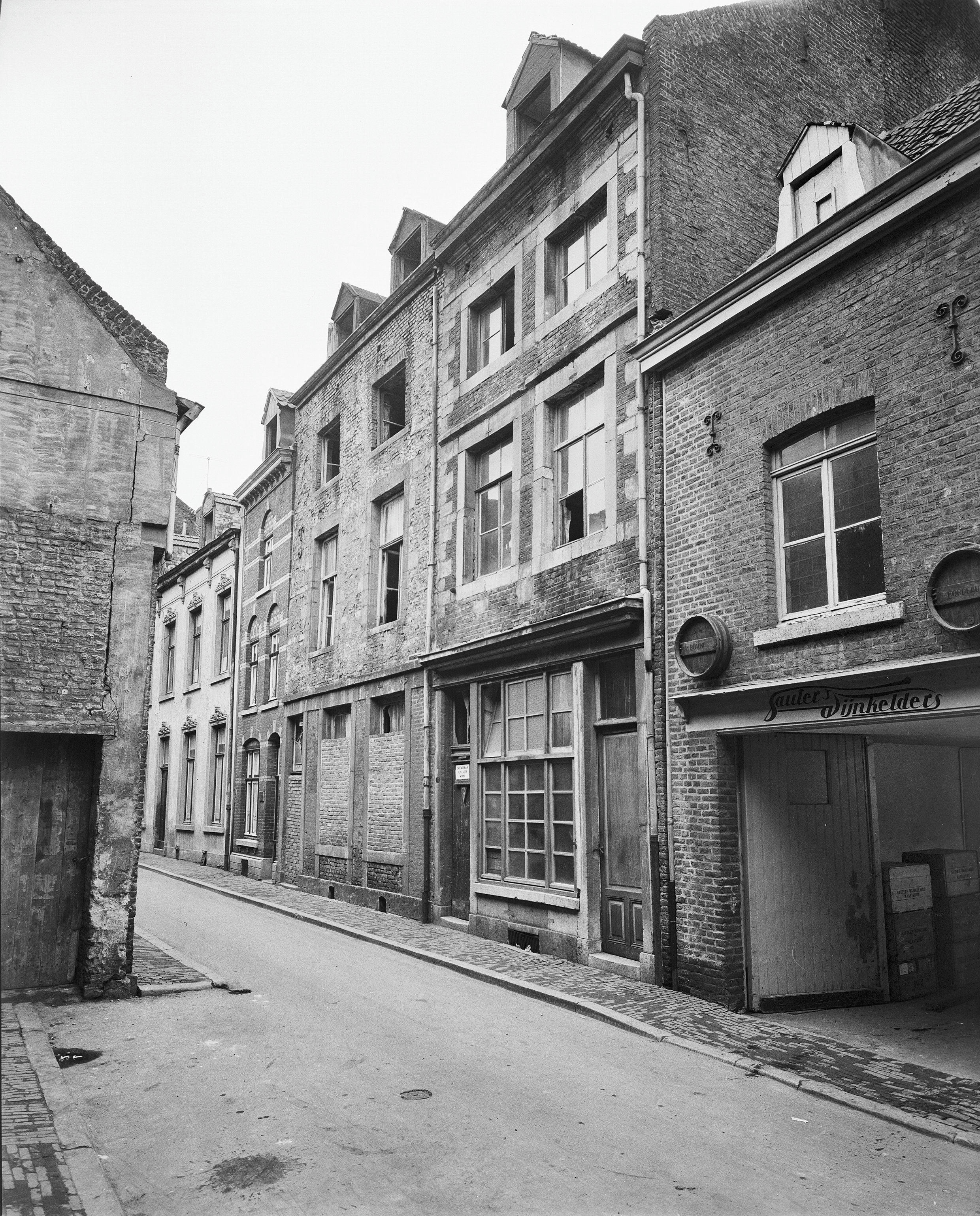
Gubbelstraat in 1957

In tegenstelling tot de nabijgelegen Markt en Kleine Gracht was de bebouwing aan de Gubbelstraat relatief onaanzienlijk. De straat werd gekenmerkt door een afwisseling van kleinschalige bedrijven en eenvoudige woonhuizen, met enkele winkels. In een beerput in de Gubbelstraat werd in 2006 een groot aantal gebroken kleipijpen en pijpenkoppen gevonden, die waarschijnlijk duiden op een pijpenfabriek ter plaatse. In de 19e eeuw lag er een fabriek van Thomas Regout (gesloopt in 1916). Van 1938 tot 1954 was op het adres Gubbelstraat 20-24 het sierkeramiekbedrijf Astra gevestigd, dat onder andere siertegels met handgeschilderde voorstellingen en reliëfs van Maastrichtse stadsgezichten produceerde. Verder waren in de straat een matrassenfabriek gevestigd, de sigarenfabriek Diadema NV en had de firma Sauter er zijn wijnkelders.

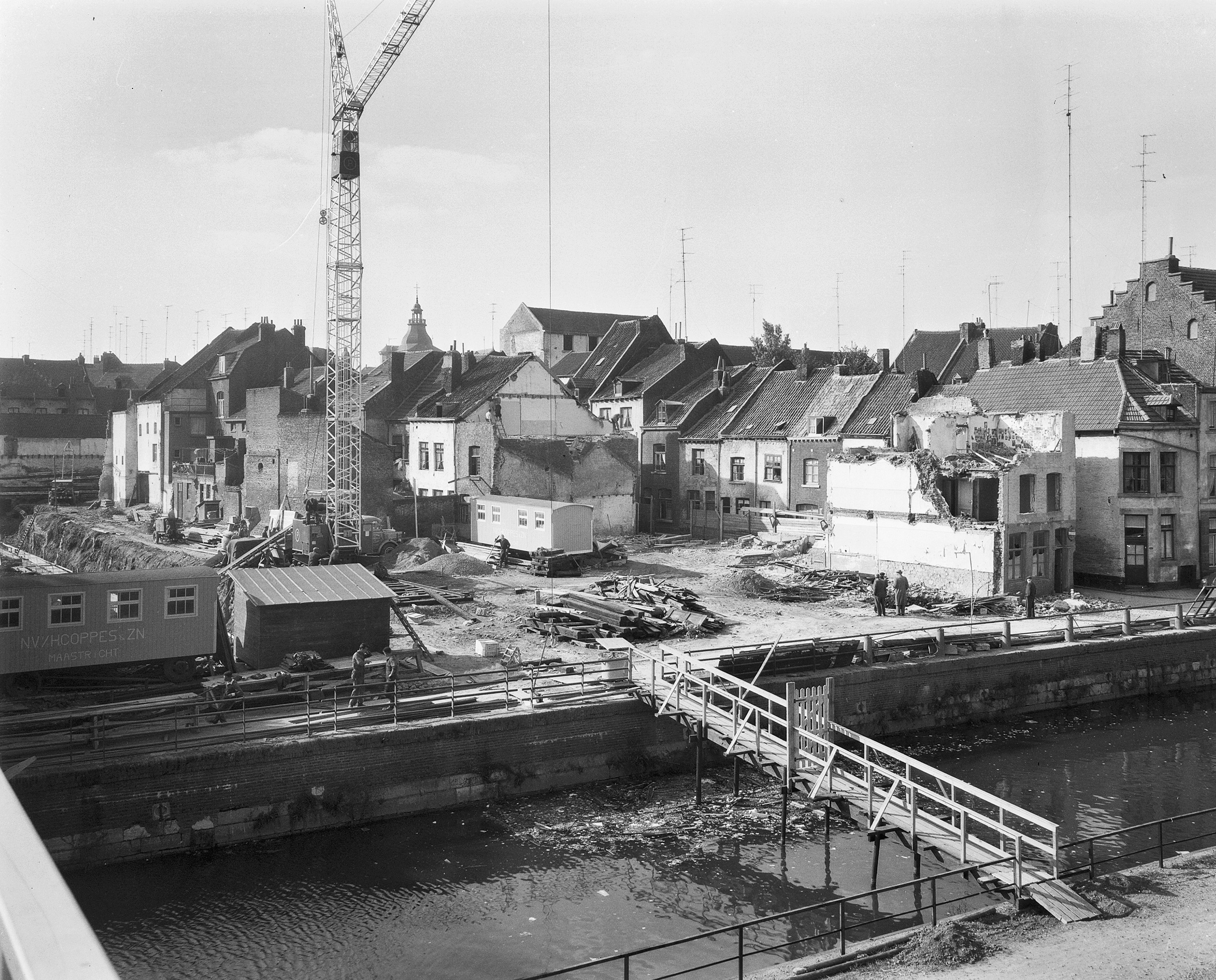
Afbraak van de zuidwand in 1960. Op de voorgrond het Kanaal Luik-Maastricht

Een tweetal straten tussen de Markt en het toen nog bestaande Kanaal Luik-Maastricht werden al rond 1930 gesloopt voor de aanleg van de Wilhelminabrug. Door de economische crisis en het uitbreken van de Tweede Wereldoorlog werd de geplande nieuwbouw langs de oprit van de brug pas veel later gerealiseerd en lag de nieuwe entree van de stad decennialang in een desolate omgeving van halfgesloopte straten. In 1960 werd de gehele zuidkant van de Gubbelstraat gesloopt en verrees tussen deze straat en de nieuwe Stadhuisstraat (in feite de oprit van de Wilhelminabrug) een nieuw belastingkantoor in functionalistische stijl naar ontwerp van Piet Satijn. Enkele jaren later werd ook een groot deel van de noordwand van de Gubbelstraat gesloopt ten behoeve van de bouw van een bovengrondse parkeergarage (ontwerp: Piet Satijn, 1960; voltooid in 1972). Beide bouwwerken werden begin 21e eeuw gesloopt en vervangen door de nieuwbouw van Mosae Forum (1999-2007).
Door de bouw van het winkel- en kantorencentrum Mosae Forum zijn enkele oude straatnamen teruggekeerd: de Koekschroefcour aan de noordkant van de Gubbelstraat en de Drieemmercour aan de zuidkant. De eerste naam is ontleend aan de Drieëmmerstraat, een van de straten tussen Maas en Markt die rond 1930 waren gesloopt voor de bouw van de Wilhelminabrug. De Koekschroefstraat was een straatje in het Boschstraatkwartier, dat eind jaren zeventig verdween bij de grootschalige renovatie van de buurt.
Door de bouw van het winkelcentrum Mosae Forum hoort de Gubbelstraat thans bij het kernwinkelcentrum, alhoewel deze ontwikkeling zich nog niet ten volle heeft kunnen doorzetten. Vooral in de nieuwbouw aan de noordkant van de Gubbelstraat is veel leegstand. Ook de exploitatie van het souterrain kende aanloopproblemen. Van de luxe versmarkt Mosae Gusta!, die deels in de gewelfde kelders van het wijnhuis Sauter was gevestigd, waren enkele jaren na de opening nog maar weinig onderdelen over. Een aantal ruimtes in het souterrain hebben inmiddels een andere invulling gekregen. De organisatie Kunstkwartier 2011 richtte bovengronds een aantal winkels in als tijdelijke expositieruimtes voor kunst.

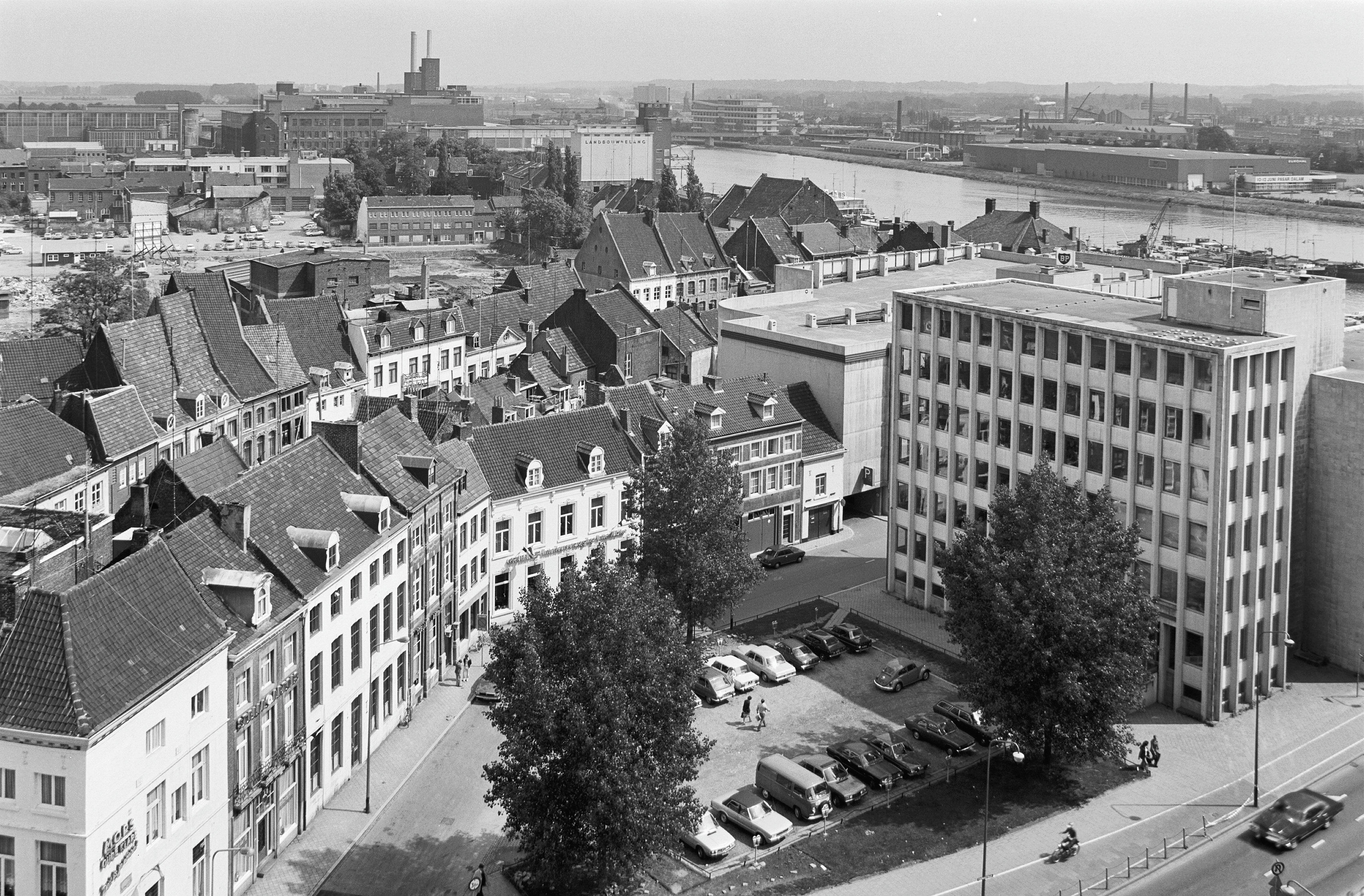
Gubbelstraat vanaf de stadhuistoren, 1977
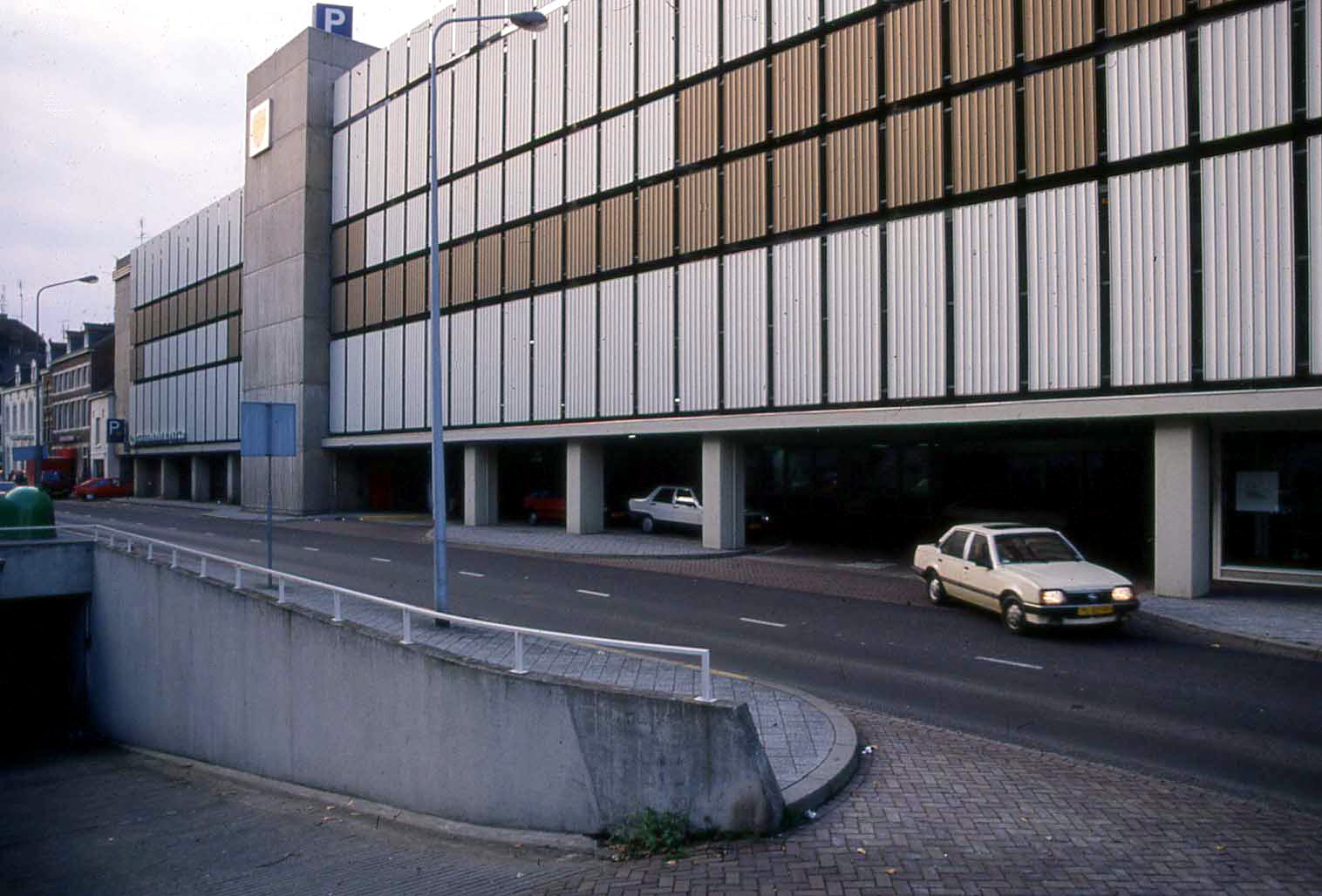
Parkeergarage, 1988
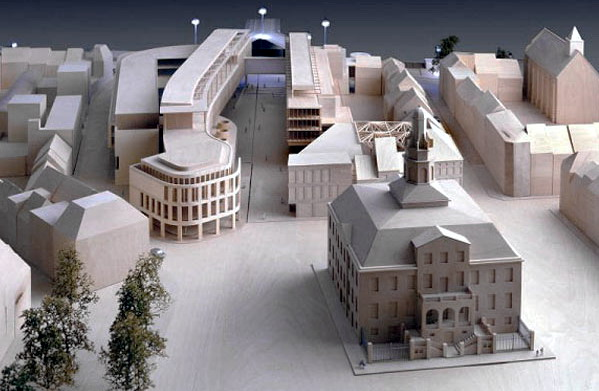
Maquette Mosae Forum. Links de Gubbelstraat
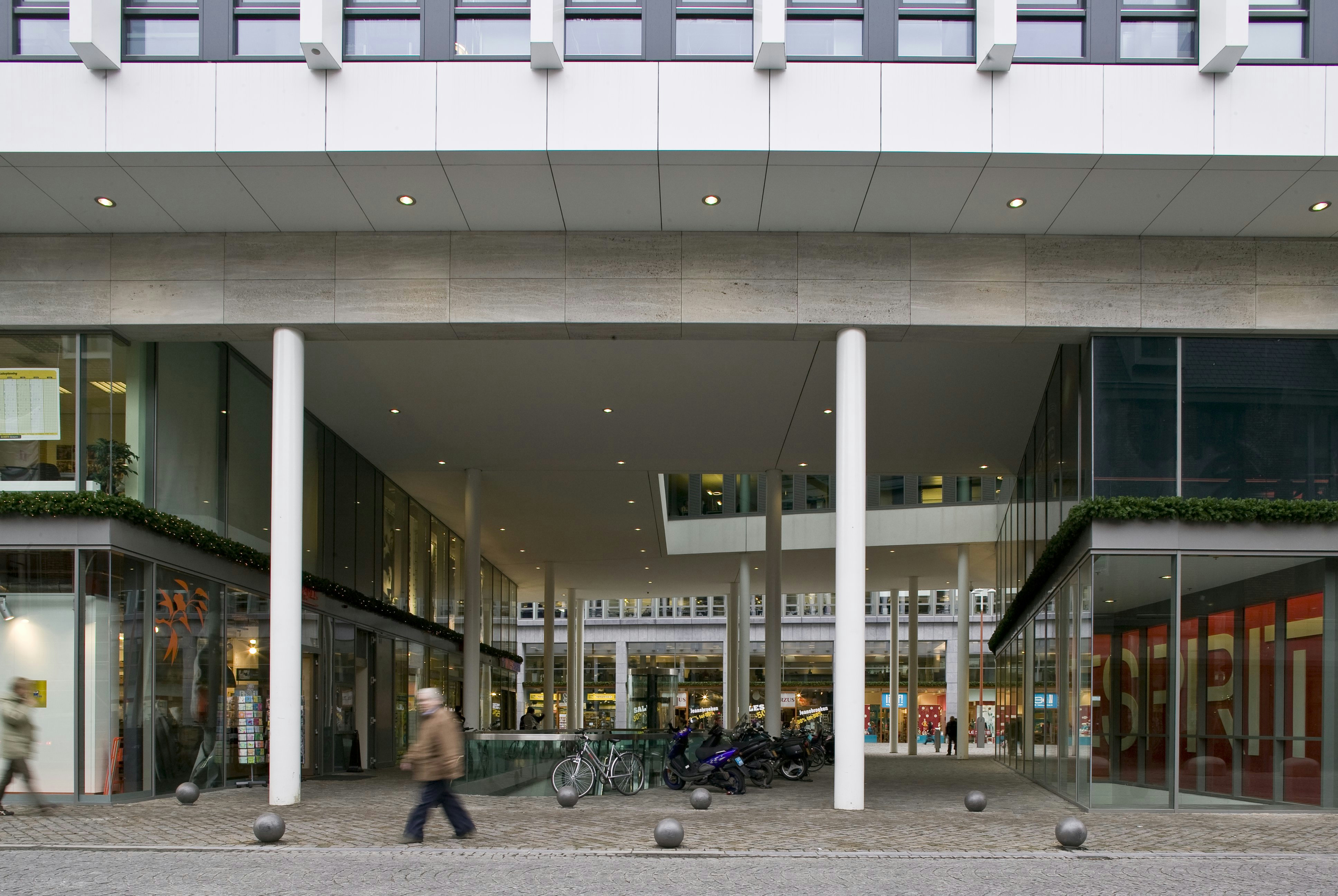
Mosae Forum en Drieëmmercour, 2013

## Bezienswaardigheden

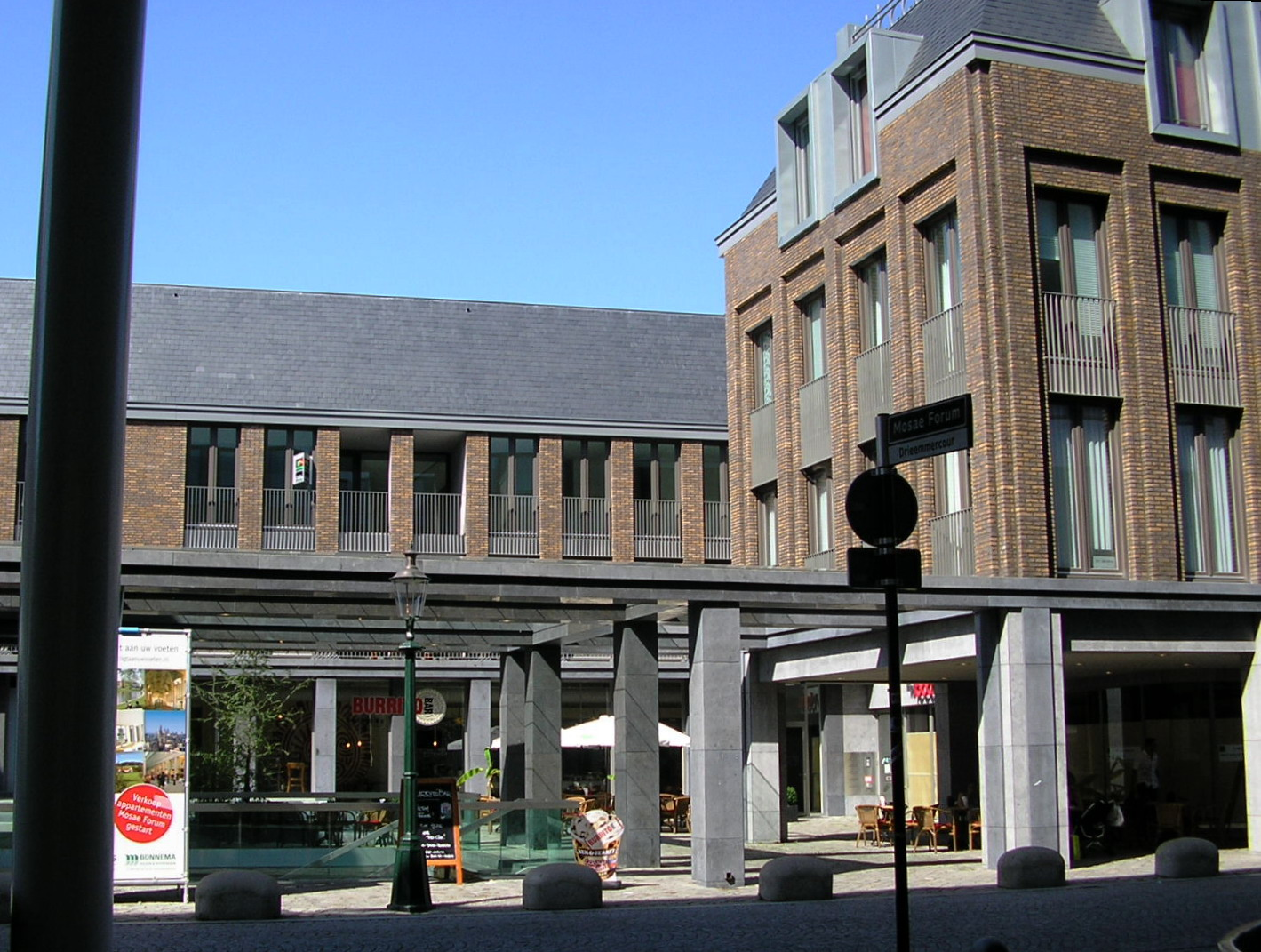
Koekschroefcour (Jo Coenen, 2007)

De Gubbelstraat is gelegen binnen het beschermd stadsgezicht van Maastricht. De straat bestaat grotendeels uit nieuwbouw en telt slechts twee rijksmonumenten, Gubbelstraat 38 en 40. Deze twee panden zijn in feite nog onderdeel van de noordelijke Marktwand; Gubbelstraat 40 grenst aan Markt 41. Bij de verbouwing van Gubbelstraat 38 in 1964 werd een middeleeuwse vakwerkgevel ontdekt en een monumentale schouw met haardstenen, waarin het jaartal 1567 voorkwam. Ook de achtergevel van het aangrenzende pand op nr. 36 is in vakwerk uitgevoerd.
Mosae Forum is een complex gebouwenstelsel gelegen tussen Maas, Markt, Hoenderstraat en Gubbelstraat. Het noordelijk bouwdeel langs de Gubbelstraat, uitgevoerd in beton, glas en lichte natuursteen, is ontworpen door Jo Coenen. De winkels bevinden zich in het souterrain, op de begane grond en op de eerste verdieping. Daaronder bevindt zich een parkeergarage bestaande uit vier lagen. De raadzaal bevindt zich op de afgeronde hoek Markt-Gubbelstraat en heeft een separate entree aan de Gubbelstraat. Aan de noordzijde van de Gubbelstraat bevindt zich een appartementencomplex met winkels rondom een pleintje (Koekschroefcour), waarvandaan roltrappen naar het ondergrondse deel van Mosae Forum leiden. De gebouwen rondom het pleintje, eveneens ontworpen door Jo Coenen, zijn uitgevoerd in donkerbruine baksteen en grijze natuursteen, en worden gekenmerkt door een vrij traditionele vormgeving.

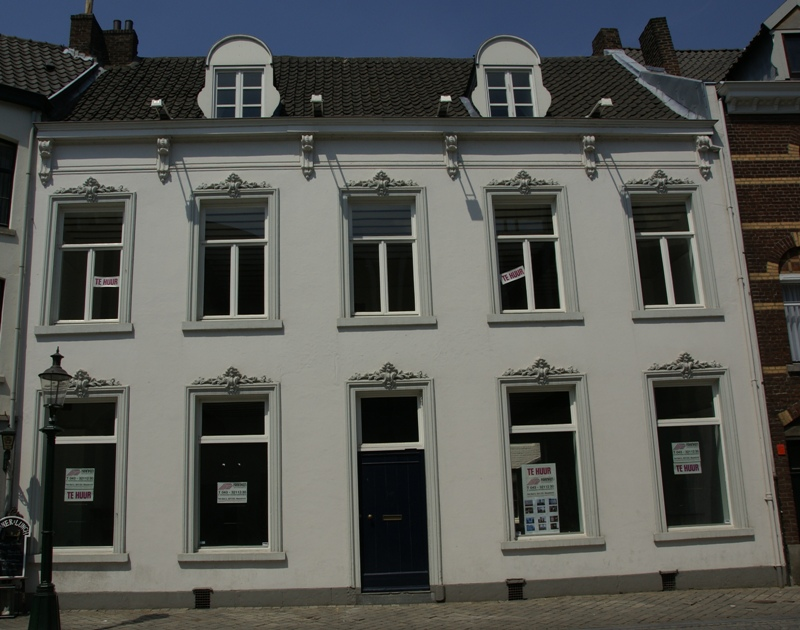
Gubbelstraat 38
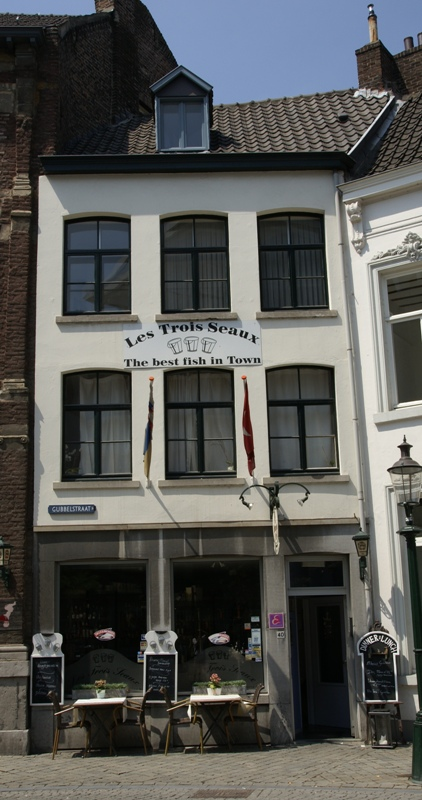
Gubbelstraat 40
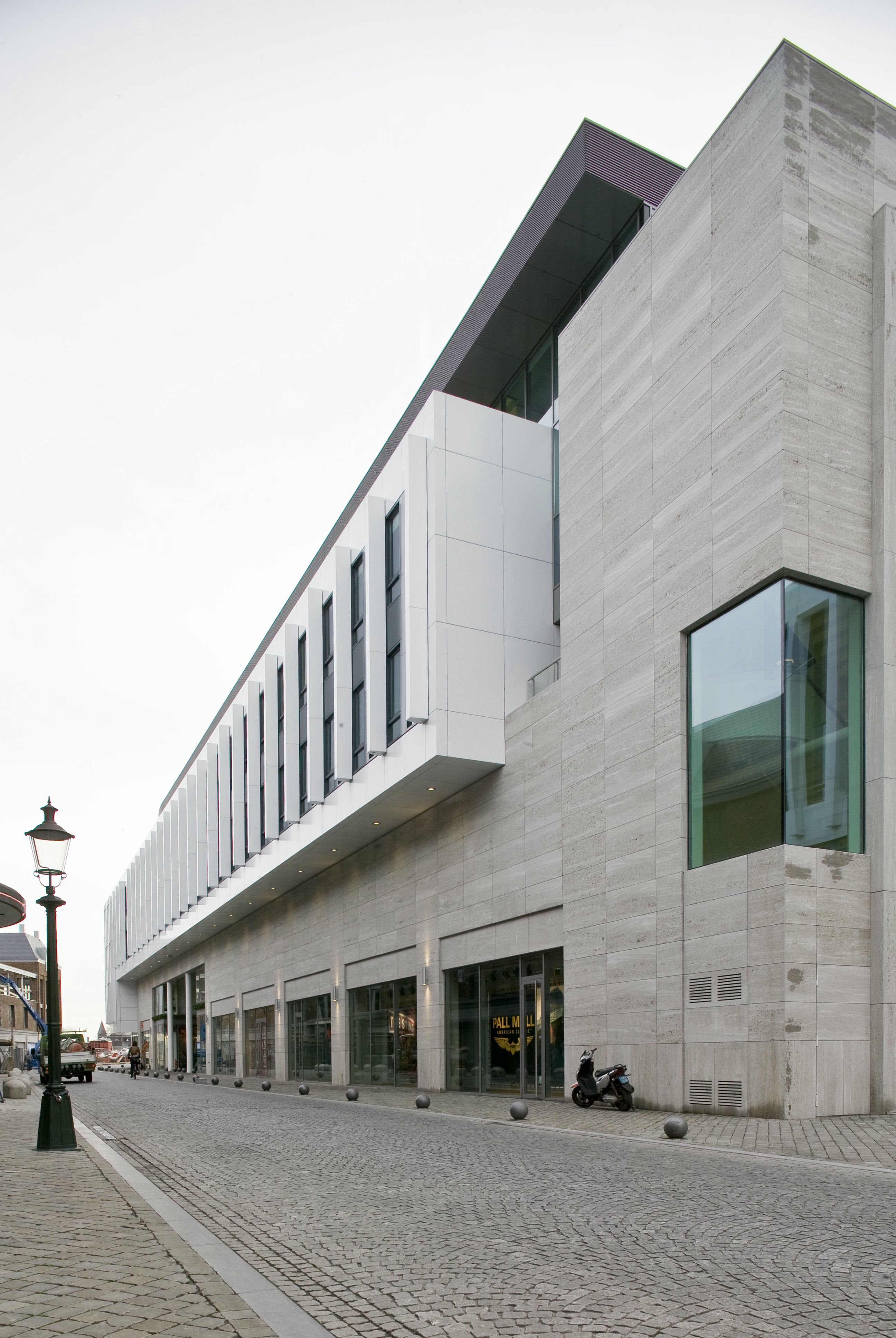
Zijgevel Mosae Forum
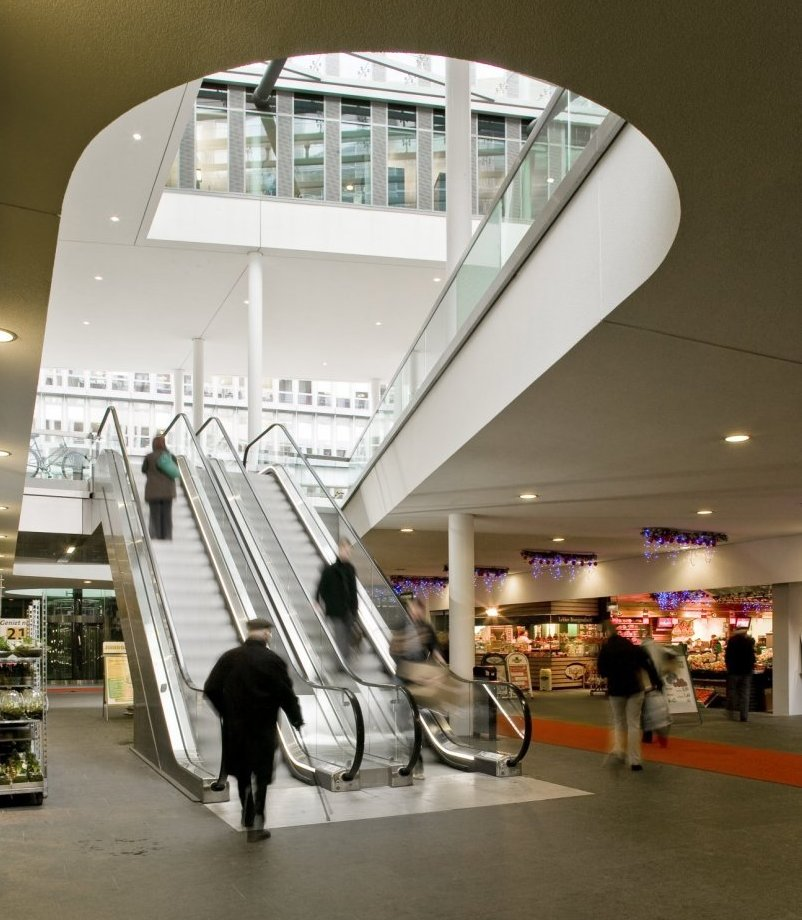
Souterrain Mosae Forum

## Trivia
- Op kerstavond 1956 vielen in de Gubbelstraat enige pakhuizen en een matrassenfabriek vol brandbare materialen ten prooi aan een grote brand, waarbij dichte vonkenregens over de stad joegen. Gevreesd werd voor uitbreiding van de brand naar de fraaie marktwanden en het monumentale stadhuis, maar dit kon door de brandweer verhinderd worden.
- Op 6 september 2006 vond een ongeval plaats met een vrachtwagen in de Gubbelstraat, waarbij een voetganger om het leven kwam. Het ongeluk, waarschijnlijk een gevolg van de chaotische verkeerssituatie ten tijde van de bouw van Mosae Forum, zorgde voor veel beroering. Op de hoek van de Gubbelstraat en de Markt herinnert een stoeptegel met ingegraveerde initialen aan het slachtoffer.